# Disney Cinemagic (Espanha)
Disney Cinemagic foi um canal de televisão transmitido em Espanha e pertencente ao grupo The Walt Disney Company Spain & Portugal.

## História
O canal foi lançado em Espanha em 1 de julho de 2008, em substituição da Toon Disney.
Em 1 de julho de 2008, foi lançada uma versão com uma hora de duração, Disney Cinemagic +1, ao mesmo tempo que a versão normal.
A versão portuguesa foi lançada em 1 de outubro de 2008.
O Disney Cinemagic é lançada no Digital+ em setembro de 2010, substituindo o Disney Channel +1, anteriormente apenas distribuído por cabo e ADSL.
Desde 1 de junho de 2010, o canal está disponível em alta definição.
A partir de 15 de dezembro de 2014, está a ser criada uma campanha de apoio à Disney Cinemagic em Espanha para salvar o canal de televisão por subscrição, que iria parar no início de 2015 com a palavra #SalvarDisneyCinemagic no Twitter, sem quaisquer consequências.

## Programas
É exibido todo o género de filmes Disney e as séries seguintes:
- Os 101 Dálmatas
- Aladdin
- Hercules
- Kuzco
- Lilo & Stitch
- Lizzie McGuire
- Tarzan
- Timon & Pumbaa
- Patoaventuras
- A Trupe do Pateta

## Transmissão
O canal estáva disponível em várias plataformas:
- Por satélite:
  - Canal+: canais 44 e 73, em qualidade normal e alta definição.

Quando foi lançado em setembro de 2010 no Canal+, o canal substituiu o Disney Channel +1 no seu canal. A sua versão de alta definição chegou na mesma data que o Disney Cinemagic.
- Por cabo:
  - ONO: canal 47, em qualidade normal. Disponível em versão +1.
  - Telecable: canal 97, em qualidade normal.
- Por ADSL:
  - Imagenio: canal 59, em qualidade normal. Disponível em versão +1.
  - Orange: canal 36, em qualidade normal. Disponível em versão +1.